# 애슐리 팰머

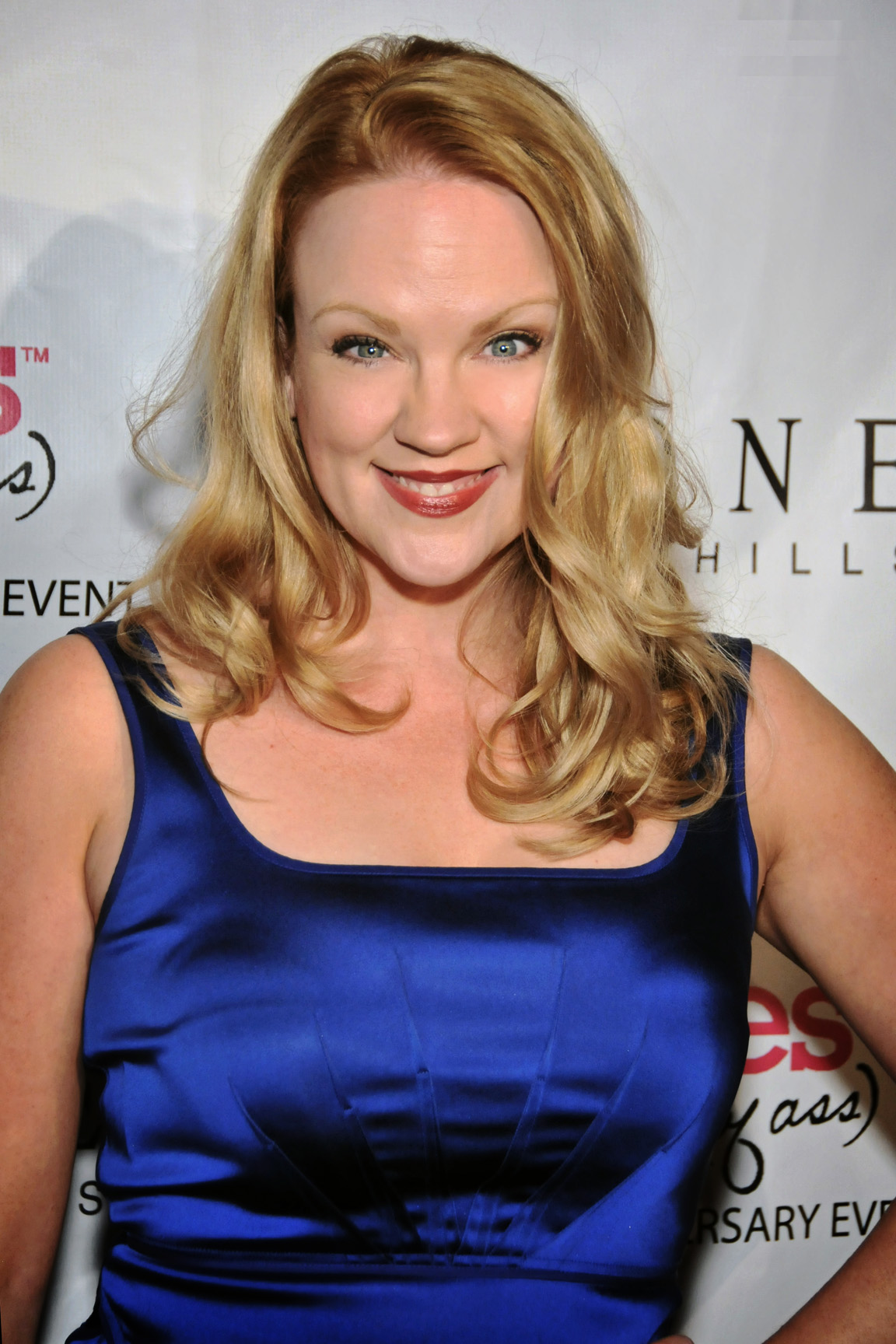
2013년 모습

애슐리 파머(Ashley Palmer, 1978년 11월 13일 ~ )는 미국의 배우, 가수이다.
네이퍼빌에서 태어났다.

## 출연 작품

### 영화
- 파라노말 액티비티 (2007) - 다이앤 역
- 워터 포 엘리펀트 (2011) - 폭스트롯 댄서 역

### 텔레비전
- 크리미널 마인드 (2010)